# Bourgtheroulde-Infreville
Bourgtheroulde-Infreville foi uma antiga comuna francesa na região administrativa da Normandia, no departamento de Eure. Estendia-se por uma área de 11,62 km². Em 2010 a comuna tinha 3 953 habitantes (densidade: 340,2 hab./km²).
Em 1 de janeiro de 2016, passou a formar parte da nova comuna de Grand Bourgtheroulde.